# Protestos no Sudão em 2011-2013
Os protestos no Sudão de 2011-2013 começaram em janeiro de 2011, como parte do movimento de protestos regionais da Primavera Árabe. Ao contrário de outros países árabes, revoltas populares no Sudão conseguiram derrubar governos antes da Primavera Árabe, tanto em 1964 e 1985. As manifestações anti-governamentais foram menos frequentes durante o verão de 2011, durante o qual o Sudão do Sul se separou do Sudão, mas retomaram o vigor no final do ano, e em junho de 2012, pouco depois que o governo aprovou seu muito criticado plano de austeridade.

## Antecedentes

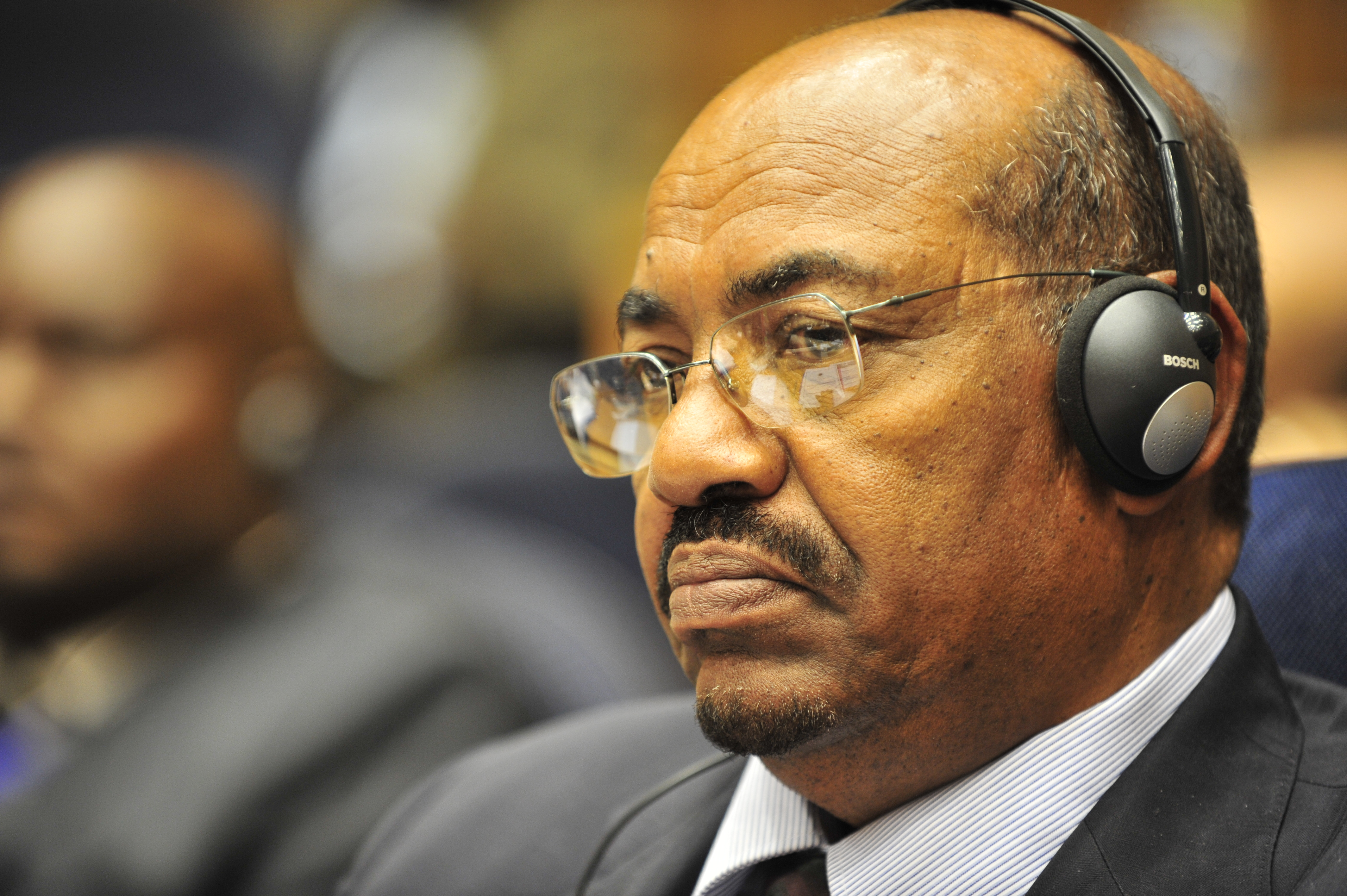
Omar al-Bashir está no poder desde que liderou um golpe de Estado em 1989.

O presidente Omar al-Bashir tem sido presidente sudanês desde que conduziu um golpe de Estado em 1989. Bashir iniciou instituindo a Sharia e abolindo os partidos políticos em 1990. Ele nomeou-se presidente em 1993, retornou o governo civil no Sudão e venceu a eleição presidencial em 1996, como o único candidato. Em 2008, o Tribunal Penal Internacional pediu sua prisão por suposto genocídio, crimes contra a humanidade e crimes de guerra em Darfur. Mas o Sudão rejeitou a acusação, dizendo que a decisão foi uma provocação contra a soberania do Sudão. O sistema político do Sudão é amplamente considerado pela comunidade nacional e pela internacional como dentro de um sistema autoritário, devido ao controle do Partido do Congresso Nacional do judiciário, executivo e legislativo por setores do governo.

### Desafios demográficos e econômicos
O Sudão perdeu bilhões de dólares dos rendimentos do petróleo desde que o Sudão do Sul conquistou a independência em julho de 2011, cerca de três quartos dos campos petrolíferos do Sudão estão no interior do território do novo país. O norte tem enfrentado difuculdades nos  	
rendimentos públicos, assolado pela inflação, e com uma grave escassez de dólares para pagar importações. O Sul, sem litoral, depende do gasoduto do norte e do porto para exportar seu petróleo, mas Cartum e Juba não concordam sobre quanto o Sudão do Sul deve pagar para utilizar a infra-estrutura. O Sudão já com os rendimentos do petróleo esgotados, diminuiu ainda mais 20 por cento após o seu principal campo de petróleo de Heglig ser danificado e encerrou os combates com as tropas invasoras sul-sudanesas em abril de 2012.
Na tentativa de resolver a crise econômica, o governo sudanês anunciou um novo plano de austeridade em 18 de junho de 2012, que inclui o aumento de impostos sobre bens de consumo, redução do número de funcionários em sua folha de pagamento, elevação do preço de um galão de gasolina por 5 libras sudanesas, empurrando-o até 13,5 libras de 8,5 libras, e levantando os subsídios aos combustíveis. O plano não ganhou muita aceitação entre os sudaneses comuns, já que acreditam que os preços de cada mercadoria terá altas no efeito do transporte para bens produzidos internamente, alimentos e outros.

## Início dos protestos

### Primavera Árabe
Os protestos no Sudão têm sido influenciados pela onda revolucionária que começou na Tunísia e depois se espalhou para outros países do Oriente Médio e do Norte da África. Os protestos seguiram-se logo após um referendo bem sucedido sobre a independência em Janeiro de 2011, sobre se o Sudão do Sul deveria se separar do Sudão e tornar-se uma nação independente.

### Autoimolação
Após a autoimolação de Mohamed Bouazizi na Tunísia em 17 de dezembro de 2010, Al-Amin Moussa Al-Amin pôs-se em chamas em 23 de janeiro de 2011 em Ondurmã.